# 吴有训物理奖
吴有训物理奖，是以中国物理学家吴有训命名的物理奖项，由中国物理学会设立并评选，授予在原子核物理方面做出突出贡献的中国物理学工作者。吴有训物理奖每两年评选一次，每次评出不超过两人。

## 历届获奖者
| 年份         | 获奖者 | 工作单位                   |
| ------------ | ------ | -------------------------- |
| 1988－1989年 | 邝宇平 | 清华大学                   |
| 1990－1991年 | 张焕乔 | 中国原子能科学研究院       |
| 1990－1991年 | 许谨诚 | 中国原子能科学研究院       |
| 1990－1991年 | 刘祖华 | 中国原子能科学研究院       |
| 1990－1991年 | 陈永寿 | 中国原子能科学研究院       |
| 1992－1993年 | 李金   | 中国科学院高能物理研究所   |
| 1992－1993年 | 漆纳丁 | 中国科学院高能物理研究所   |
| 1992－1993年 | 薛生田 | 中国科学院高能物理研究所   |
| 1994－1995年 | 袁双贵 | 中国科学院近代物理研究所   |
| 1994－1995年 | 石双惠 | 中国科学院上海原子核研究所 |
| 1994－1995年 | 周书华 | 中国原子能科学研究院       |
| 1994－1995年 | 张立   | 中国科学院近代物理研究所   |
| 1994－1995年 | 杜东生 | 中国科学院高能物理研究所   |
| 1996－1997年 | 孙相富 | 中国科学院近代物理研究所   |
| 1996－1997年 | 杨春祥 | 中国原子能科学研究院       |
| 1998－1999年 | 李祝霞 | 中国原子能科学研究院       |
| 1998－1999年 | 卓益忠 | 中国原子能科学研究院       |
| 1998－1999年 | 茅广军 | 中国原子能科学研究院       |
| 1998－1999年 | 张肇西 | 中国科学院理论物理研究所   |
| 1998－1999年 | 陈裕启 | 中国科学院理论物理研究所   |
| 2000－2001年 | 徐树威 | 中国科学院近代物理研究所   |
| 2000－2001年 | 谢元祥 | 中国科学院近代物理研究所   |
| 2002－2003年 | 刘运祚 | 吉林大学                   |
| 2004－2005年 | /      | /                          |
| 2006－2007年 | 孟杰   | 北京大学                   |
| 2006－2007年 | 甘再国 | 中国科学院近代物理研究所   |
| 2008－2009年 | 邹冰松 | 中国科学院高能物理研究所   |
| 2008－2009年 | 许甫荣 | 北京大学                   |
| 2010－2011年 | 孙杨   | 上海交通大学               |
| 2010－2011年 | 庄鹏飞 | 清华大学                   |
| 2012－2013年 | 徐瑚珊 | 中国科学院近代物理研究所   |
| 2012－2013年 | 任中洲 | 南京大学                   |
| 2014－2015年 | 林承键 | 中国原子能科学研究院       |
| 2016－2017年 | 张玉虎 | 中国科学院近代物理研究所   |
| 2018－2019年 | 赵强   | 中国科学院高能物理研究所   |
| 2018－2019年 | 肖志刚 | 清华大学                   |